# Янг, Элисон
Элисон Янг (англ. Alison Young, род. 29 мая 1987, Вулвергемптон, Уэст-Мидлендс) — британская яхтсменка, участница трёхслетних Олимпийских игр, чемпионка мира 2016 года в классе «Лазер Радиал».

## Биография
На крупных международных соревнованиях в классе «Лазер Радиал» Янг начала выступать с 2005 года. В июле 2005 она стала бронзовым призёром чемпионата мира среди юниоров. Долгое время на взрослых чемпионатах мира и Европы британской яхтсменке не удавалось занимать высокие места. Тем не менее Янг выигрывала, либо становилась призёром значимых международных регат, среди которых были Christmas Race в Паламосе, международная регата в Сиднее и этап Кубка мира в Майами. В 2011 году Янг смогла попасть в десятку сильнейших на чемпионате мира в Перте. В мае 2012 года Янг была близка к призовому месту на мировом первенстве в Больтенхагене, но остановилась в шаге от пьедестала, став 4-й.
На летних Олимпийских играх Элисон Янг дебютировала в 2012 году на домашних Играх в Лондоне. Британская яхтсменка удачно провела первую половину соревнований, трижды завершая гонки на второй позиции, в результате чего после пяти заездов Янг располагалась на 3-й позиции. Однако затем результаты Элисон стали ухудшаться и к концу основной части соревнований британка шла лишь 5-й, отставая перед медальной гонкой от третьего места на 18 очков, что практически исключало Янг из числа претендентов на медали. В заключительной гонке Элисон пришла к финишу четвёртой, что позволило ей остаться на итоговом 5-м месте.
В апреле 2016 года Янг одержала свою самую значимую победу, став чемпионкой мира в классе «Лазер Радиал». При этом Янг также стала первой британкой, выигравшей чемпионат мира в олимпийском классе среди одиночных лодок. Благодаря этому успеху британская яхтсменка считалась одним из фаворитов предстоящих Олимпийских игр в Рио-де-Жанейро. Однако после четырёх проведённых гонок Янг шла лишь на 18-й позиции. Начиная с 5-й гонки Элисон начала пробиваться в десятку сильнейших и тем самым подниматься в итоговой таблице, а в последней гонке Янг и вовсе пришла к финишу первой, став 10-й победительницей в 10 гонках предварительного раунда. Несмотря на успех в предыдущей гонке у Янг не было даже теоретических шансов стать призёром Олимпийских игр по итогам медальной гонки. Тем не менее Янг смогла её выиграть и заняла итоговое 8-е место. После Игр Янг рассказала, что за 8 недель до начала Игр на тренировке она сломала лодыжку, но при этом отметила, что это не является оправданием её результата и что она не справилась с давлением.
На чемпионате мира 2018 года Янг заняла 7-е место. Этот результат принёс сборной Великобритании олимпийскую лицензию на Игры 2020 года, которые впоследствии были перенесены на 2021 год из-за пандемии COVID-19. В 2019 году Янг во второй раз в карьере попала в число призёров мирового чемпионата, заняв третье место на турнире в японском городе Сакаиминато.